# Windawa (rejon)
Windawa (łot.: Ventspils rajons) – rejon w północno-zachodniej Łotwie, funkcjonujący w latach 1949–1962 oraz 1967–2009.
Rejon graniczył z rejonami: Lipawa, Kuldyga i Talsi oraz z miastem wydzielonym Windawa.
Zniesiony 30 czerwca 2009, w ramach reformy administracyjnej.